# Cleveland Bay
Cleveland Bay là một giống ngựa có nguồn gốc ở Anh trong thế kỷ 17, được đặt tên theo màu sắc của nó (bay trong tiếng Anh là màu nâu đỏ) và huyện Cleveland của Yorkshire. Nó là một giống ngựa có cơ bắp chắc khỏe, với chân mạnh mẽ nhưng ngắn hơn nếu so với cơ thể. Giống ngựa này luôn có màu nâu đỏ, mặc dù một vài sợi lông ánh sáng ở bờm và ở đuôi là đặc trưng của một số dòng giống. Đây là giống ngựa đã được thiết lập đời nhất ở Anh, và là giống ngựa không dùng để kéo xe duy nhất ở Đại Anh. Tổ tiên của giống ngựa này đã được phát triển trong thời Trung Cổ để sử dụng làm ngựa thồ, khi chúng giành được biệt danh là "ngựa Chapman". Những con ngựa thồ được lai với những con
ngựa có dòng máu Andalucia và Barb, và sau đó với ngựa Ả Rập và ngựa Thuần Chủng, để tạo ra giống ngựa Cleveland Bay ngày nay. Trải qua
thời gian, giống ngựa này có thân hình thon gọn hơn do chúng đã được sử dụng nhiều làm ngựa kéo xe và ngựa cưỡi. Sự phổ biến của giống ngựa Cleveland Bay đã thay đổi nhanh chóng kể từ khi chúng lần đầu tiên được du nhập vào Hoa Kỳ trong những năm đầu thế kỷ 19. Mặc dù giảm nghiêm trọng về số lượng sau chiến tranh thế giới thứ hai, giống ngựa này đã trải qua một sự hồi sinh trong phổ biến từ những năm 1970, mặc dù chỉ có khoảng 550 con ngựa tồn tại trên toàn thế giới kể từ năm 2006.
Giống ngựa này đã được bảo trợ bởi các thành viên của gia đình hoàng gia trong suốt lịch sử tồn tại của chúng, và ngày nay chúng vẫn còn được sử dụng để kéo xe ngựa trong đám rước hoàng. Loài ngựa này cũng được sử dụng để phát triển và cải thiện một số giống ngựa máu nóng và giống ngựa kéo xe. Ngày nay chúng được sử dụng cho công việc đồng áng và lái xe, cũng như làm việc làm ngựa cưỡi. Chúng đặc biệt được sử dụng phổ biến cho các cuộc săn cáo và nhảy biểu diễn, cả hai giống với dòng máu tinh khiết và khi được lai với giống Thoroughbred. Cleveland Bay là giống lai hiếm, và cả Rare Breeds Survival Trust ở Vương quốc Anh và Livestock Conservancy ở Hoa Kỳ đều coi số lượng giống ngựa này nằm ở giới hạn tuyệt chủng nguy cấp.

## Sách tham khảo
- Bongianni, Maurizio (editor) (1988). Simon & Schuster's Guide to Horses and Ponies. New York, NY: Simon & Schuster, Inc. ISBN 0-671-66068-3. {{Chú thích sách}}: |author= có tên chung (trợ giúp)
- Dent, Anthony (1978). Cleveland Bay Horses. Canaan, NY: J.A. Allen. ISBN 0-85131-283-7.
- Edwards, Elwyn Hartley (1994). The Encyclopedia of the Horse (ấn bản thứ 1). New York, NY: Dorling Kindersley. ISBN 1-56458-614-6.
- Edwards, Elwyn Hartley and Candida Geddes (editors) (1987). The Complete Horse Book. North Pomfret, VT: Trafalgar Square, Inc. ISBN 0-943955-00-9. {{Chú thích sách}}: |author= có tên chung (trợ giúp)
- Hayes, Capt. M. Horace, FRCVS (1976) [1969]. Points of the Horse (ấn bản thứ 7). New York, NY: Arco Publishing Company, Inc. ISBN 978-0-09-038711-3.{{Chú thích sách}}:  Quản lý CS1: nhiều tên: danh sách tác giả (liên kết)
- Hendricks, Bonnie (1995). International Encyclopedia of Horse Breeds. University of Oklahoma Press. ISBN 978-0-8061-3884-8.